# Huérfano (Nuevo México)
Huérfano es un lugar designado por el censo en el condado de San Juan en el estado de Nuevo México en los Estados Unidos de América. Forma parte del área metropolitana de Farmington. De acuerdo a los datos del censo del año 2000 contaba con 104 habitantes.

## Geografía
Huérfano está ubicado en las siguientes coordenadas 36°31′35″N 108°1′52″O / 36.52639, -108.03111.
De acuerdo con los datos de la oficina del Censo de Estados Unidos el lugar designado por el censo posee un área de 69.5 km².

## Demografía
De acuerdo con el censo del año 2000, el lugar designado por el censo tenía unos 104 habitantes, 28 hogares y 22 familias. La densidad poblacional era de 1.5 habitantes por km². Contaba con 36 unidades habitacionales en una densidad de 0.5/km². La composición étnica era de un 0.96% blancos y un 99.04% indios americanos.